# 1895年のメジャーリーグベースボール
以下は、メジャーリーグベースボール（MLB）における1895年のできごとを記す。
ナショナルリーグはボルチモア・オリオールズが2年連続2度目の優勝をした。
1894年のメジャーリーグベースボール - 1895年のメジャーリーグベースボール - 1896年のメジャーリーグベースボール

## できごと
- ジェシー・バーケット (クリーブランド・スパイダーズ)が打率.405で首位打者となった。彼はこの年と翌年に打率.410で2年連続4割に達した。また1899年に打率4割をマークしたとして、1895年・1896年・1899年の3回4割打者になった、との資料もある。バントの名手であったと言われる。（1946年殿堂入り）

- サム・トンプソン (フィラデルフィア・フィリーズ)は本塁打18本・打点165でそれぞれトップの成績を残した（この時代には本塁打王や打点王は無かった）。彼は1894年に同僚のエド・デラハンティと共に打率.407を打ち、打点141（147で1位であるとする説もある）を挙げ、両打撃部門でリーグ2位となった。そして1895年に本塁打18本、打点165をマークして両部門のリーグトップとなった。

- エイモス・ルーシー (ニューヨーク・ジャイアンツ)は1891年から1894年にかけて4年連続で30勝以上を挙げたほか、1895年までの間にリーグの最多奪三振を5度獲得した。逆に四球の数も1890年から1894年の5年連続でリーグ最多だった。1894年には最多勝利（36勝）、最多奪三振（195）、防御率2.78で投手三冠を獲得している。1891年にブルックリン・グリームズ（後のドジャース）を相手にノーヒットノーランを記録している。通算241勝。（1977年に殿堂入り）

### テンプルカップ
前年から始まったテンプルカップ（ナショナルリーグ優勝チームと2位チームとの7回戦）は、ペナントレース優勝のボルチモア・オリオールズが敗れ、2位だったクリーブランド・スパイダーズが優勝した。
- クリーブランド・スパイダーズは1887年に「クリーブランド・ブルース」として結成され、アメリカン・アソシエーションに加盟した。2年後の1889年にナショナルリーグに移り、「クリーブランド・スパイダーズ」に改称し、1890年にサイ・ヤングが入団してデビュー直後から桁外れの実力を発揮し、リーグ戦が前後期に分かれた1892年にチームはシーズン通算93勝を上げて後期に優勝しプレーオフに初めて進出したが、ボストン・ビーンイーターズ（現アトランタ・ブレーブス）に敗れ、年間優勝は出来なかった。その後スパイダーズはなかなか優勝に手が届かず、スパイダーズのオーナーらは1898年にセントルイス・ブラウンズ（後のカージナルス）のフランチャイズ権を取得し、セントルイス・パーフェクトズと改称してサイ・ヤングを始め主力選手を次々とパーフェクトズへ移籍させた。主力選手を失ったスパイダーズは、翌1899年のシーズンではMLB歴代2位[注 1]の記録となる24連敗を喫し、歴代最多敗戦[1]となる20勝134敗（勝率.130）という成績でナショナルリーグを脱退し解散した。そしてセントルイス・パーフェクトズは翌年の1900年にセントルイス・カージナルスと名前を変えて今日に至っている。

- 一方クリーブランドでは、1900年にアメリカンリーグの前身のウエスタン・リーグに1894年から加盟していたミシガンのグランドラピズ・ラスラーズがクリーブランドに移転し、クリーブランド・レークショアズとしてアメリカンリーグのチームとなった。そしてメジャーリーグとなった1901年にクリーブランド・ブルーバーズと改称した。これが現在のクリーブランド・ガーディアンズの起源である。

### 記録
- 4月16日　トム・ダウドがサイクルヒット達成
- 8月16日　エド・カートライトがサイクルヒット達成

### 規則の改訂
- 投手板がこの年から24×6インチに拡大された。（2年前には12×4インチであった）
- バットの長さは42インチ以下で、太さは2インチ3/4以下でなければならぬ、と規定された。

## 最終成績

### ナショナルリーグ
| 順 | チーム                       | 勝利 | 敗戦 | 勝率 | G差  |
| -- | ---------------------------- | ---- | ---- | ---- | ---- |
| 1  | ボルチモア・オリオールズ     | 87   | 43   | .669 | --   |
| 2  | クリーブランド・スパイダーズ | 84   | 46   | .646 | 3.0  |
| 3  | フィラデルフィア・フィリーズ | 78   | 53   | .595 | 9.5  |
| 4  | シカゴ・コルツ               | 72   | 58   | .554 | 15.0 |
| 5  | ブルックリン・グルームズ     | 71   | 60   | .542 | 16.5 |
| 5  | ボストン・ビーンイーターズ   | 71   | 60   | .542 | 16.5 |
| 7  | ピッツバーグ・パイレーツ     | 71   | 61   | .538 | 17.0 |
| 8  | シンシナティ・レッズ         | 66   | 64   | .508 | 21.0 |
| 9  | ニューヨーク・ジャイアンツ   | 66   | 65   | .504 | 21.5 |
| 10 | ワシントン・セネタース       | 43   | 85   | .336 | 43.0 |
| 11 | セントルイス・ブラウンズ     | 39   | 92   | .298 | 48.5 |
| 12 | ルイビル・カーネルズ         | 35   | 96   | .267 | 52.5 |

## 個人タイトル

### ナショナルリーグ
| 項目   | 選手                       | 記録 |
| ------ | -------------------------- | ---- |
| 打率   | ジェシー・バーケット (CLV) | .405 |
| 本塁打 | サム・トンプソン (PHI)     | 18   |
| 打点   | サム・トンプソン (PHI)     | 165  |
| 得点   | ビリー・ハミルトン (PHI)   | 166  |
| 安打   | ジェシー・バーケット (CLV) | 225  |
| 盗塁   | ビリー・ハミルトン (PHI)   | 97   |

| 項目   | 選手                     | 記録  |
| ------ | ------------------------ | ----- |
| 勝利   | サイ・ヤング (CLV)       | 35    |
| 防御率 | アル・マウル (WHS)       | 2.45  |
| 奪三振 | エイモス・ルーシー (NYG) | 201   |
| 投球回 | ピンク・ホーリー (PIT)   | 444.1 |
| セーブ | キッド・ニコルズ (BSN)   | 3     |
| セーブ | アーニー・ビーム (PHI)   | 3     |
| セーブ | トム・パロット (CIN)     | 3     |